# Masters de Montecarlo
El Masters 1000 de Montecarlo (oficialmente Rolex Monte-Carlo Masters) es un torneo oficial de tenis que se disputa anualmente en el Monte Carlo Country Club de la comuna francesa Roquebrune-Cap-Martin, ubicada aproximadamente a 7,5 kilómetros del distrito de Montecarlo, Mónaco. Este evento es el tercer ATP Masters 1000 del año del circuito masculino. Fue históricamente uno de los más prestigiosos sobre canchas lentas y una antesala del actual Roland Garros.
Disputado sobre cancha de tierra batida al aire libre, el torneo se lleva a cabo cada año en el mes de abril o mayo. Hasta 1989 se le conocía con el nombre de Abierto de Montecarlo. En 1990 pasó a formar parte de la categoría Tennis Masters Series junto a otros 8 torneos, constituyendose como los más importantes del circuito después de los Grand Slam y la Tennis Masters Cup.

## Historia
En abril de 1896 se estableció el primer torneo internacional de tenis sobre hierba de Montecarlo. El primer single masculino lo ganó George Hillyard, según el bibliotecario de Wimbledon, Alan Little. Además, afirmó que el torneo femenino fue ganado por Miss K. Booth de Gran Bretaña o Mlle Guillon de Francia; A pesar de una extensa investigación, no pudo encontrar resultados concluyentes.
El torneo se jugó originalmente en canchas de arcilla de esquisto rojo del Lawn Tennis de Monte-Carlo en los sótanos debajo del Grand Hôtel de Paris hasta 1905. En 1906, el evento y el club se trasladaron a La Condamine, donde se jugó entre 1907 y 1914 y nuevamente en 1920. Se jugó brevemente en el techo del garaje en Beausoleil y se construyeron tres canchas de tenis adicionales con gradas para espectadores y una nueva casa club en El 28 de enero de 1921 el nuevo lugar pasó a denominarse "La Festa Country Club".
Se convirtió en un evento "Open" en 1969. De 1971 a 1972 y de 1978 a 1989 fue un torneo importante del Grand Prix Tour. En 1973, el torneo formó parte del Rothmans Spring Mediterranean Circuit. Desde 1974 hasta 1977, el torneo formó parte del circuito del World Championship Tennis (WCT). En 1990 se convirtió en un evento de tenis de una sola semana de la ATP Championship Series (más tarde llamado serie Masters). A partir de 2009, Montecarlo se convirtió en el único torneo Masters que no cuenta con un compromiso obligatorio de jugadores.
Rafael Nadal ganó el título ocho veces consecutivas entre 2005 y 2012, lo que lo convierte en el único tenista en ganar ocho títulos consecutivos en el mismo torneo. En 2018, ganó su undécimo título ante Kei Nishikori, el récord de todos los tiempos.

## Palmares

### Individual masculino
| Año                       | Campeón                                  | Subcampeón                               | Resultado                                |
| ------------------------- | ---------------------------------------- | ---------------------------------------- | ---------------------------------------- |
| 1969                      | Tom Okker (1)                            | John Newcombe                            | 8-10, 6-1, 7-5, 6-3                      |
| 1970                      | Željko Franulović (1)                    | Manuel Orantes                           | 6-4, 6-3, 6-3                            |
| ↓ Circuito Grand Prix ↓   |                                          |                                          |                                          |
| 1971                      | Ilie Năstase                             | Tom Okker                                | 3-6, 8-6, 6-1, 6-1                       |
| 1972                      | Ilie Năstase                             | František Pála                           | 6-1, 6-0, 6-3                            |
| 1973                      | Ilie Năstase (3)                         | Björn Borg                               | 6-4, 6-1, 6-2                            |
| ↓ Circuito WCT ↓          |                                          |                                          |                                          |
| 1974                      | Andrew Pattison (1)                      | Ilie Năstase                             | 5-7, 6-3, 6-4                            |
| 1975                      | Manuel Orantes (1)                       | Bob Hewitt                               | 6-2, 6-4                                 |
| 1976                      | Guillermo Vilas                          | Wojtek Fibak                             | 6-1, 6-1, 6-4                            |
| 1977                      | Björn Borg                               | Corrado Barazzutti                       | 6-3, 7-5, 6-0                            |
| ↓ Circuito Grand Prix ↓   |                                          |                                          |                                          |
| 1978                      | Raúl Ramírez (1)                         | Tomáš Šmíd                               | 6-3, 6-3, 6-4                            |
| 1979                      | Björn Borg                               | Vitas Gerulaitis                         | 6-2, 6-1, 6-3                            |
| 1980                      | Björn Borg (3)                           | Guillermo Vilas                          | 6-1, 6-0, 6-2                            |
| 1981                      | Final suspendida por la lluvia           | Final suspendida por la lluvia           | Final suspendida por la lluvia           |
| 1982                      | Guillermo Vilas (2)                      | Ivan Lendl                               | 6-1, 7-6, 6-3                            |
| 1983                      | Mats Wilander                            | Mel Purcell                              | 6-1, 6-2, 6-3                            |
| 1984                      | Henrik Sundström (1)                     | Mats Wilander                            | 6-3, 7-5, 6-2                            |
| 1985                      | Ivan Lendl                               | Mats Wilander                            | 6-1, 6-3, 4-6, 6-4                       |
| 1986                      | Joakim Nyström (1)                       | Yannick Noah                             | 6-3, 6-2                                 |
| 1987                      | Mats Wilander (2)                        | Jimmy Arias                              | 4-6, 7-5, 6-1, 6-3                       |
| 1988                      | Ivan Lendl (2)                           | Martín Jaite                             | 5-7, 6-4, 7-5, 6-3                       |
| 1989                      | Alberto Mancini (1)                      | Boris Becker                             | 7-5, 2-6, 7-6, 7-5                       |
| ↓ ATP Tour Masters 1000 ↓ |                                          |                                          |                                          |
| 1990                      | Andréi Chesnokov (1)                     | Thomas Muster                            | 7-5, 6-3, 6-3                            |
| 1991                      | Sergi Bruguera                           | Boris Becker                             | 5-7, 6-4, 7-6, 7-6                       |
| 1992                      | Thomas Muster                            | Aaron Krickstein                         | 6-3, 6-1, 6-3                            |
| 1993                      | Sergi Bruguera (2)                       | Cédric Pioline                           | 7-6, 6-0                                 |
| 1994                      | Andrei Medvedev (1)                      | Sergi Bruguera                           | 7-5, 6-1, 6-3                            |
| 1995                      | Thomas Muster                            | Boris Becker                             | 4-6, 5-7, 6-1, 7-6, 6-0                  |
| 1996                      | Thomas Muster (3)                        | Albert Costa                             | 6-3, 5-7, 4-6, 6-3, 6-2                  |
| 1997                      | Marcelo Ríos (1)                         | Àlex Corretja                            | 6-4, 6-3 6-3                             |
| 1998                      | Carlos Moyà (1)                          | Cédric Pioline                           | 6-3, 6-0, 7-5                            |
| 1999                      | Gustavo Kuerten                          | Marcelo Ríos                             | 6-4, 2-1, ret.                           |
| 2000                      | Cédric Pioline (1)                       | Dominik Hrbatý                           | 6-4, 7-6, 7-6                            |
| 2001                      | Gustavo Kuerten (2)                      | Hicham Arazi                             | 6-3, 6-2, 6-4                            |
| 2002                      | Juan Carlos Ferrero                      | Carlos Moyà                              | 7-5, 6-3, 6-4                            |
| 2003                      | Juan Carlos Ferrero (2)                  | Guillermo Coria                          | 6-2, 6-2                                 |
| 2004                      | Guillermo Coria (1)                      | Rainer Schüttler                         | 6-2, 6-1, 6-3                            |
| 2005                      | Rafael Nadal                             | Guillermo Coria                          | 6-3, 6-1, 0-6, 7-5                       |
| 2006                      | Rafael Nadal                             | Roger Federer                            | 6-2, 6-7(2), 6-3, 7-6(5)                 |
| 2007                      | Rafael Nadal                             | Roger Federer                            | 6-4, 6-4                                 |
| 2008                      | Rafael Nadal                             | Roger Federer                            | 7-5, 7-5                                 |
| 2009                      | Rafael Nadal                             | Novak Djokovic                           | 6-3, 2-6, 6-1                            |
| 2010                      | Rafael Nadal                             | Fernando Verdasco                        | 6-0, 6-1                                 |
| 2011                      | Rafael Nadal                             | David Ferrer                             | 6-4, 7-5                                 |
| 2012                      | Rafael Nadal                             | Novak Djokovic                           | 6-3, 6-1                                 |
| 2013                      | Novak Djokovic                           | Rafael Nadal                             | 6-2, 7-6                                 |
| 2014                      | Stanislas Wawrinka (1)                   | Roger Federer                            | 4-6, 7-6(5), 6-2                         |
| 2015                      | Novak Djokovic (2)                       | Tomáš Berdych                            | 7-5, 4-6, 6-3                            |
| 2016                      | Rafael Nadal                             | Gaël Monfils                             | 7-5, 5-7, 6-0                            |
| 2017                      | Rafael Nadal                             | Albert Ramos                             | 6-1, 6-3                                 |
| 2018                      | Rafael Nadal (11)                        | Kei Nishikori                            | 6-3, 6-2                                 |
| 2019                      | Fabio Fognini (1)                        | Dušan Lajović                            | 6-3, 6-4                                 |
| 2020                      | No disputado por la pandemia de COVID-19 | No disputado por la pandemia de COVID-19 | No disputado por la pandemia de COVID-19 |
| 2021                      | Stefanos Tsitsipas                       | Andrey Rublev                            | 6-3, 6-3                                 |
| 2022                      | Stefanos Tsitsipas                       | Alejandro Davidovich                     | 6-3, 7-6(3)                              |
| 2023                      | Andrey Rublev (1)                        | Holger Rune                              | 5-7, 6-2, 7-5                            |
| 2024                      | Stefanos Tsitsipas (3)                   | Casper Ruud                              | 6-1, 6-4                                 |
| 2025                      | Carlos Alcaraz (1)                       | Lorenzo Musetti                          | 3-6, 6-1, 6-0                            |

### Dobles masculino
| Año                       | Campeones                                | Subcampeones                             | Resultado                                |
| ------------------------- | ---------------------------------------- | ---------------------------------------- | ---------------------------------------- |
| 1969                      | Owen Davidson John Newcombe              | Pancho Gonzales Dennis Ralston           | 7–5, 11–13, 6–2, 6–1                     |
| 1970                      | Marty Riessen Roger Taylor               | Pierre Barthès Nikola Pilić              | 6-3, 6-4, 6-2                            |
| ↓ Circuito Grand Prix ↓   |                                          |                                          |                                          |
| 1971                      | Ilie Năstase Ion Ţiriac                  | Tom Okker Roger Taylor                   | 1-6, 6-3, 6-3, 8-6                       |
| 1972                      | Patrice Beust Daniel Contet              | Jiří Hřebec Frantisek Pala               | 3-6, 6-1, 12-10, 6-2                     |
| 1973                      | Juan Gisbert Ilie Năstase                | Georges Goven Patrick Proisy             | 6-2, 6-2, 6-2                            |
| ↓ Circuito WCT ↓          |                                          |                                          |                                          |
| 1974                      | John Alexander Phil Dent                 | Manuel Orantes Tony Roche                | 7-6, 4-6, 7-6, 6-3                       |
| 1975                      | Bob Hewitt Frew McMillan                 | Arthur Ashe Tom Okker                    | 6-3, 6-2                                 |
| 1976                      | Wojtek Fibak Karl Meiler                 | Björn Borg Guillermo Vilas               | 7-6, 6-1                                 |
| 1977                      | François Jauffret Jan Kodeš              | Wojtek Fibak Tom Okker                   | 2-6, 6-3, 6-2                            |
| ↓ Circuito Grand Prix ↓   |                                          |                                          |                                          |
| 1978                      | Peter Fleming Tomáš Šmíd                 | Jaime Fillol Ilie Năstase                | 6-4, 7-5                                 |
| 1979                      | Ilie Năstase Raúl Ramírez                | Víctor Pecci Balázs Taróczy              | 6-3, 6-4                                 |
| 1980                      | Paolo Bertolucci Adriano Panatta         | Vitas Gerulaitis John McEnroe            | 6-2, 5-7, 6-4                            |
| 1981                      | Heinz Günthardt Markus Günthardt         | Pavel Složil Tomáš Šmíd                  | 6-3, 6-3                                 |
| 1982                      | Peter McNamara Paul McNamee              | Mark Edmondson Sherwood Stewart          | 6-7, 7-6, 6-3                            |
| 1983                      | Heinz Günthardt Balázs Taróczy           | Henri Leconte Yannick Noah               | 6-2, 6-4                                 |
| 1984                      | Mark Edmondson Sherwood Stewart          | Jan Gunnarsson Mats Wilander             | 6-2, 6-1                                 |
| 1985                      | Pavel Složil Tomáš Šmíd                  | Shlomo Glickstein Shahar Perkiss         | 6-2, 6-3                                 |
| 1986                      | Guy Forget Yannick Noah                  | Joakim Nyström Mats Wilander             | 6-4, 3-6, 6-4                            |
| 1987                      | Hans Gildemeister Andrés Gómez           | Mansour Bahrami Michael Mortensen        | 6-2, 6-4                                 |
| 1988                      | Sergio Casal Emilio Sánchez              | Henri Leconte Ivan Lendl                 | 6-1, 6-3                                 |
| 1989                      | Tomáš Šmíd Mark Woodforde                | Paolo Canè Diego Nargiso                 | 1-6, 6-4, 6-2                            |
| ↓ ATP Tour Masters 1000 ↓ |                                          |                                          |                                          |
| 1990                      | Petr Korda Tomáš Šmíd                    | Andrés Gómez Javier Sánchez              | 6-4, 7-6                                 |
| 1991                      | Luke Jensen Laurie Warder                | Paul Haarhuis Mark Koevermans            | 5-7, 7-6, 6-4                            |
| 1992                      | Boris Becker Michael Stich               | Petr Korda Karel Nováček                 | 6-4, 6-4                                 |
| 1993                      | Stefan Edberg Petr Korda                 | Paul Haarhuis Mark Koevermans            | 3-6, 6-2, 7-6                            |
| 1994                      | Nicklas Kulti Magnus Larsson             | Yevgeny Kafelnikov Daniel Vacek          | 3-6, 7-6, 6-4                            |
| 1995                      | Jacco Eltingh Paul Haarhuis              | Luis Lobo Javier Sánchez                 | 6-3, 6-4                                 |
| 1996                      | Ellis Ferreira Jan Siemerink             | Jonas Björkman Nicklas Kulti             | 2-6, 6-3, 6-2                            |
| 1997                      | Donald Johnson Francisco Montana         | Jacco Eltingh Paul Haarhuis              | 7-6, 2-6, 7-6                            |
| 1998                      | Jacco Eltingh Paul Haarhuis              | Daniel Orsanic Cyril Suk                 | 6-4, 6-2                                 |
| 1999                      | Olivier Delaître Tim Henman              | Jiří Novák David Rikl                    | 6-2, 6-3                                 |
| 2000                      | Wayne Ferreira Yevgeny Kafelnikov        | Paul Haarhuis Sandon Stolle              | 6-3, 2-6, 6-1                            |
| 2001                      | Jonas Björkman Todd Woodbridge           | Joshua Eagle Andrew Florent              | 3-6, 6-4, 6-2                            |
| 2002                      | Jonas Björkman Todd Woodbridge           | Paul Haarhuis Yevgeny Kafelnikov         | 6-3, 3-6, [10-7]                         |
| 2003                      | Mahesh Bhupathi Max Mirnyi               | Michaël Llodra Fabrice Santoro           | 6-4, 3-6, 7-6                            |
| 2004                      | Tim Henman Nenad Zimonjić                | Gastón Etlis Martín Rodríguez            | 7-5, 6-2                                 |
| 2005                      | Leander Paes Nenad Zimonjić              | Bob Bryan Mike Bryan                     | ret.                                     |
| 2006                      | Jonas Björkman Max Mirnyi                | Fabrice Santoro Nenad Zimonjić           | 6-2, 7-6                                 |
| 2007                      | Bob Bryan Mike Bryan                     | Julien Benneteau Richard Gasquet         | 6-2, 6-1                                 |
| 2008                      | Rafael Nadal Tommy Robredo               | Mahesh Bhupathi Mark Knowles             | 6-3, 6-3                                 |
| 2009                      | Daniel Nestor Nenad Zimonjić             | Bob Bryan Mike Bryan                     | 6-1, 6-4                                 |
| 2010                      | Daniel Nestor Nenad Zimonjić             | Mahesh Bhupathi Max Mirnyi               | 6-3, 2-0, ret.                           |
| 2011                      | Bob Bryan Mike Bryan                     | Juan Ignacio Chela Bruno Soares          | 6-3, 6-2                                 |
| 2012                      | Bob Bryan Mike Bryan                     | Max Mirnyi Daniel Nestor                 | 6-2, 6-3                                 |
| 2013                      | Julien Benneteau Nenad Zimonjić          | Bob Bryan Mike Bryan                     | 4-6, 7-6(4), [14-12]                     |
| 2014                      | Bob Bryan Mike Bryan                     | Ivan Dodig Marcelo Melo                  | 6-3, 3-6, [10-8]                         |
| 2015                      | Bob Bryan Mike Bryan                     | Simone Bolelli Fabio Fognini             | 7-6(3), 6-1                              |
| 2016                      | Pierre-Hugues Herbert Nicolas Mahut      | Jamie Murray Bruno Soares                | 4-6, 6-0, [10-6]                         |
| 2017                      | Pablo Cuevas Rohan Bopanna               | Feliciano López Marc López               | 6-3, 3-6, [10-4]                         |
| 2018                      | Bob Bryan Mike Bryan                     | Oliver Marach Mate Pavić                 | 7-6(5), 6-3                              |
| 2019                      | Nikola Mektić Franko Škugor              | Robin Haase Wesley Koolhof               | 6-7(3), 7-6(3), [11-9]                   |
| 2020                      | No disputado por la pandemia de COVID-19 | No disputado por la pandemia de COVID-19 | No disputado por la pandemia de COVID-19 |
| 2021                      | Nikola Mektić Mate Pavić                 | Daniel Evans Neal Skupski                | 6-3, 4-6, [10-7]                         |
| 2022                      | Rajeev Ram Joe Salisbury                 | Juan Sebastián Cabal Robert Farah        | 6-4, 3-6, [10-7]                         |
| 2023                      | Ivan Dodig Austin Krajicek               | Romain Arneodo Tristan-Samuel Weissborn  | 6-0, 4-6, [14-12]                        |
| 2024                      | Sander Gillé Joran Vliegen               | Marcelo Melo Alexander Zverev            | 5-7, 6-3, [10-5]                         |

## Ganadores múltiples en individuales

### Masculino
| Jugador             | Títulos | Subtítulos | Años campeonatos                                                 | Años subcampeonatos |
| ------------------- | ------- | ---------- | ---------------------------------------------------------------- | ------------------- |
| Rafael Nadal        | 11      | 1          | 2005, 2006, 2007, 2008, 2009, 2010, 2011, 2012, 2016, 2017, 2018 | 2013                |
| Ilie Năstase        | 3       | 1          | 1971, 1972, 1973                                                 | 1974                |
| Björn Borg          | 3       | 1          | 1977, 1979, 1980                                                 | 1973                |
| Thomas Muster       | 3       | 1          | 1992, 1995, 1996                                                 | 1990                |
| Stéfanos Tsitsipás  | 3       | -          | 2021, 2022, 2024                                                 |                     |
| Mats Wilander       | 2       | 2          | 1983, 1987                                                       | 1984, 1985          |
| Novak Djokovic      | 2       | 2          | 2013, 2015                                                       | 2009, 2012          |
| Guillermo Vilas     | 2       | 1          | 1976, 1982                                                       | 1980                |
| Ivan Lendl          | 2       | 1          | 1985, 1988                                                       | 1982                |
| Sergi Bruguera      | 2       | 1          | 1991, 1993                                                       | 1994                |
| Gustavo Kuerten     | 2       | -          | 1999, 2001                                                       |                     |
| Juan Carlos Ferrero | 2       | -          | 2002, 2003                                                       |                     |